# Psilopleura sanguinea
Psilopleura sanguinea là một loài bướm đêm thuộc phân họ Arctiinae, họ Erebidae.